# Taraji Wadi Al-Nes SC
El Taraji Wadi Al-Nes Sports Club (àrab: نادي ترجي واد النيص الرياضي, Nādī Tarajī Wād an-Nīṣ ar-Riyāḍī, ‘Club Esportiu de l'Esperança de Wadi al-Nes’) és un club de futbol palestí amb seu a Wadi Al-Nes, als afores de Betlem, que juga a la Lliga Premier de Cisjordània. Va ser fundat com a Wadi Al-Nes Club. Des de l'any 2010 té un acord d'agermanament amb el club tunisià Espérance Sportive de Tunis.

## Palmarès
- Lliga de Cisjordània de futbol:[4]
  - 2000, 2007, 2008-09, 2013-14

- Copa de Cisjordània de futbol:[4]
  - 2007-08, 2009-10

- Supercopa de Cisjordània de futbol:[4]
  - 2010

- Copa Yasser Arafat:[4]
  - 2010